# Stazione di Bronschhofen AMP
La stazione di Bronschhofen AMP (in tedesco Bahnhof Bronschhofen AMP) è una fermata ferroviaria a servizio della frazione di Bronschhofen, nel comune svizzero di Wil sulla ferrovia Wil-Kreuzlingen.

## Storia
La stazione fu attivata il 16 dicembre 1911, in occasione dell'apertura della linea Wil-Kreuzlingen-Costanza.

## Strutture e impianti
La stazione dispone di un binario dotato di marciapiede per il servizio passeggeri, e di 3 tronchini a servizio dell'autoparco (Armeemotorfahrzeugpark, in sigla AMP) dell'Esercito svizzero, aperto nel 1969. È dotata di moderne pensiline.

## Movimento
La stazione è servita dai treni a cadenza semioraria (e che fermano a richiesta) sulla relazione Romanshorn - Wil (linea S10 della rete celere di San Gallo).

## Servizi
Nella stazione sono presenti:
- Biglietteria automatica[4]

Inoltre è dotata di alcuni posti di parcheggio per le biciclette.